# Kamienica przy ulicy Stolarskiej 1/3 w Krakowie
Kamienica przy ulicy Stolarskiej 1/3 – zabytkowa kamienica znajdująca się w Krakowie, w dzielnicy I przy ulicy Stolarskiej, na Starym Mieście.
Pierwotnie w miejscu obecnej kamienicy znajdowały się dwa oddzielne budynki. Zostały one częściowo zniszczone podczas wielkiego pożaru Krakowa w 1850. Odbudowano je jako jedną klasycystyczną kamienicę, zachowując jednak podział na dwie, różniące się wysokością części, nawiązujące do poprzedniej zabudowy. Część północna jest jednopiętrowa i pięcioosiowa, zaś południowa – dwupiętrowa i czteroosiowa.
3 kwietnia 1968 kamienica została wpisana do rejestru zabytków. Znajduje się także w gminnej ewidencji zabytków.